# 夏姓
夏姓，是漢族姓氏之一。

## 起源

### 漢族
- 出于夏朝后裔，是姒姓主要分支之一。禹治理了水患，指导百姓兴修沟渠，发展农业，为了表彰他的功绩，舜封他于夏（今河南登封县东），後人為夏氏。武王克殷，建立周朝，分封诸侯，夏禹的后裔东楼公受封于杞國（今河南杞县），为杞侯。至简公时，被楚国所灭。杞简公之弟公子佗出奔鲁国，鲁悼公因其为夏禹的后裔，给予食邑，尊为侯爵，称为夏侯（复姓），其許多後裔，簡以夏为姓。

- 出自妫姓，是舜的后代，春秋时期，陈国陈宣公幼子公子夏，其孙以夏字命氏，称夏徵舒，后代遂为夏姓。

- 孔子弟子子夏的後裔。

### 其他民族
- 如回族、满族、土家等亦有改為夏姓。

## 分佈
龚姓早期主要繁衍于河南地区。秦汉时期，夏姓已经向河北、安徽等地播散。到了晋朝，夏氏已经是浙江的望族，最著名的郡望是会稽，今浙江绍兴一带。到了唐宋时期，夏姓已遍布于长江流域地区，尤其在长江三角洲，奠定了夏姓分布框架。清初夏姓也进入了台湾，也进入了台湾前一百大姓。
当代夏姓在全国的分布主要集中于江苏、浙江、江西三省，共大约占夏姓总人口的39%；其次分布于四川、安徽、贵州、湖北、上海，这五省市又集中了28%。

## 郡望
- 会稽夏氏

## 延伸阅读
[在维基数据编辑]
 《百家姓》
 《欽定古今圖書集成·明倫彙編·氏族典·夏姓部》，出自陈梦雷《古今圖書集成》